# Mohand N'hamoucha
Mohand N'hamoucha (El Hajeb, 1873 – El Hajeb, 1982) è stato un politico marocchino, leader del movimento della resistenza Aït Ndhirs contro l'occupazione francese in Marocco.
Mohand è il fratello di Caïd Haddou, i due sono appartenenti alla tribù berbera Aït Ndhirs nel centro della catena montuosa dell'Atlante. 
Essi fanno parte della prima generazione di resistenza anti-coloniale contro i francesi dal 1908 al 1919.